# Apple Arcade
Apple Arcade je služba předplatného pro videohry nabízená společností Apple. Je k dispozici prostřednictvím aplikace App Store na zařízeních se systémem iOS 13, iPadOS 13, macOS Catalina, tvOS 13 nebo novější. Služba byla oznámena v březnu 2019 a byla spuštěna 19. září téhož roku.
Jednou z hlavních priorit Apple Arcade je, že nabízí nepřerušované a nerušivé zážitky tím, že odstraňuje nákupy ve hře, odstraňuje reklamy a všechny hry jsou free-to-play.

## Přehled
Všechny hry dostupné v Apple Arcade jsou bez reklam, nákupů v aplikacích, sledování dat a funkce Always-On, což znamená, že hry lze hrát off-line a bez přerušení. Předplatitelé mohou sdílet přístup ke službě až s pěti dalšími uživateli prostřednictvím rodinného sdílení a službu lze také zakoupit prostřednictvím balíčku Apple One. Samostatné předplatné i balíček Apple One poskytují bezplatnou měsíční zkušební verzi, kterou lze kdykoli zrušit.
Hry ve službě mají integraci s Game Center a iCloudem, což umožňuje hrám zaznamenávat funkce, jako jsou úspěchy a žebříčky, a přenášet data mezi zařízeními, když jsou propojeny se stejným účtem na iCloudu. Kromě vlastních produktů Apple je mnoho her kompatibilních s ovladači třetích stran, jako je DualSense a bezdrátový ovladač Xbox.
Všechny aplikace v Apple Arcade podporují minimálně 14 jazyků a lze k nim přistupovat z více než 150 zemí.

## Historie
Při spuštění bylo k dispozici 71 her, přičemž Apple uvedl, že do roku 2020 toto číslo vzroste na více než 100.
Mezi významné vydavatele a vývojáře, kteří uzavřeli partnerství s Apple při vytváření her, patří Sega, Konami a Annapurna Interactive. Vývojáři nemohou kvůli dohodám o exkluzivitě vydávat své hry Apple Arcade na jiných mobilních platformách, ale mohou své hry nabízet na konzole nebo počítač.
V rámci platformy existuje několik kategorií, které seskupují podobné hry podle jejich předpokladu, žánru a úrovně obtížnosti. Některé kategorie zahrnují „dobrodružství“, „puzzle“ a „vzdělávání“. K dispozici je také kategorie s názvem „návrhy každodenního hraní“, která nabízí vybraný výběr her podle historie stahování a hraní ze strany spotřebitele.
V červnu 2020 Apple ukončil smlouvu s některými plánovanými tituly na Arcade a posunul svou strategii hledání her se silnějším zapojením, aby si udržel předplatitele.
2. dubna 2021 společnost Apple vydala řadu nových her a oznámila, že do služby přinese „Staré klasiky“ a „Legendy App Storu“. Jedná se o verze již existujících populárních her, které jsou již k dispozici v App Storu a kterým byly odebrány nákupy a reklamy v aplikaci, označené „+“ na konci názvu aplikace. Mezi hry přidané do služby patří Fruit Ninja Classic+, Monument Valley+ a Threes!+. Na rozdíl od titulů vyvinutých výhradně pro Apple Arcade jsou tyto hry k dispozici pouze pro zařízení iOS a iPadOS.